# Alex McCarthy
Alex Simon McCarthy, född 3 december 1989, är en engelsk fotbollsmålvakt som spelar för Southampton.
McCarthy har tidigare spelat för Reading, som lånade ut honom till Woking, Cambridge United, Team Bath, Aldershot Town, Yeovil Town, Brentford, Leeds United, Ipswich Town. Han har därefter spelat för Queens Park Rangers och Crystal Palace.

## Landslagskarriär
Den 15 november 2018 debuterade McCarthy för Englands landslag i en 3–0-vinst över USA, där han blev inbytt i halvlek mot Jordan Pickford.